# Elasmopus bampo
Elasmopus bampo är en kräftdjursart som beskrevs av J. L. Barnard 1979. Elasmopus bampo ingår i släktet Elasmopus och familjen Melitidae. Inga underarter finns listade i Catalogue of Life.